# Peter Kowald
Peter Kowald (Masserberg, 21 april 1944 – New York, 21 september 2002) was een Duitse jazzmuzikant (contrabas, tuba) op het gebied van freejazz en geïmproviseerde muziek.

## Biografie
Vanaf medio jaren 1960 speelde hij samen met Peter Brötzmann uit Wuppertal, vanaf eind jaren 1960 in een trio met Irène Schweizer en Pierre Favre, eveneens van hemzelf, vanaf het begin met het Globe Unity Orchestra, ook in kleinere formaties met Alexander von Schlippenbach, met wie hij samen de Free Music Production oprichtte. Kowald had al vroeg intensieve contacten met improvisatoren uit Engeland, België, Nederland en Barre Phillips, die hem belangrijke impulsen gaven voor zijn spel op de contrabas. Kowald werkte met een groot aantal improvisatoren, zoals Karl Berger, William Parker, Keith Tippett, Floros Floridis, Joëlle Léandre en Evan Parker. Keer op keer werkte hij samen met andere bassisten en documenteerde deze duo's. Bovendien nam hij vier platen/cd's op voor contrabas solo. De Principle Life-groep (1990) breidde de samenwerking tussen twee bassisten (naast Kowald Klavs Hovmann) uit met drummer en pianiste Marilyn Mazur en zangeres Jeanne Lee. Kowald had ook een trio met Conny Bauer en Günter 'Baby' Sommer. Eind jaren 1970 maakte hij uitgebreide Europese tournees met Sommer en de trompettist Wadada Leo Smith. Begin jaren 1980 verbleef hij in een boeddhistisch klooster en leerde Mongoolse boventoonzang.
Daarnaast werkte Peter Kowald interdisciplinair samen met beeldende kunstenaars, dichters en vooral met dansers. Gerlinde Lambeck, Anne Martin (voorheen Pina Bausch Ensemble), Tadashi Endo, Patricia Parker (die ook hielp bij de oprichting van het Vision Festival), Maria Mitchell, Sally Silvers, Cherly Banks (voorheen Sun Ra Arkestra), Arnette de Mille, Sayonara Pereira, Barbara Heinisch (schilder) en Kazuo Ohno. Zijn balletwerken omvatten Die Klage der Kaiserin (1989) met Pina Bausch, Short pieces (sinds 1989) met Jean Sasportes, The spirit of adventure (1990) met Anastasia Lyra, Water in Hand (1990/91) met Christine Brunel en Futan no sentaku/Thelast of choice (1990/91) met Min Tanaka en Butch Morris.
Naast het duowerk met zangers als Jeanne Lee, Diamanda Galás en Sainkho Namtchylak, was het internationale improvisatie-ensemble Global Village Ensemble een centrum van zijn werk, met als kern de violiste Gunda Gottschalk en de Chinese citer-specialist Xu Fengxia. Daar werkte hij samen met muzikanten uit de meest diverse culturele regio's van de wereld, o.a. uit het Verre Oosten, Noord-Amerika, Zuid-Amerika. Zijn solo-cd Was Da Ist kreeg de hoogste onderscheiding, een kroon, in de Penguin Guide to Jazz on CD (net als Brötzmanns album Machine Gun, waaraan hij deelnam). Kowald ontving in 1995 de Albert Mangelsdorff-prijs als vertegenwoordiger van een wereldwijde improvisatiekunst die verschillen erkende. Kowald sprak tien talen. Hij liet ook een opmerkelijke kunstcollectie achter. Zijn driedaagse tournee in 2000 door talloze kleine en grote steden in de Verenigde Staten, die hij alleen met een pick-up ondernam, is het onderwerp van een documentaire.

## Overlijden
Peter Kowald overleed in september 2002 op 58-jarige leeftijd.

## Discografie
- 1979: Die Jungen: Random Generators (FMP) met Barre Phillips
- 1982: Two Making a Triangle (FMP) met Maarten Altena
- 1982: If You Want the Kernels You Have to Break the Shells (FMP) met Leo Smith en Günter Sommer
- 1982: Paintings (FMP) met Barry Guy
- 1988: Open Secrets (FMP)
- 1984-1989: Duos: Europa · America · Japan (FMP)
- 1986-1990: Duos 2 (FMP)
- 1992: When The Sun Is Out You Don't See Stars (FMP) met Werner Lüdi, Butch Morris en Sainkho Namtchylak
- 1994: Was Da Ist (FMP)
- 1995: Cuts (FMP) met Ort Ensemble Wuppertal, Evan Parker, Lê Quan Ninh en Carlos Zingaro
- 1979-1982: Bass Duets (FMP) – compilatie
- 2000: Mirror – Broken But no Dust (Balance Point Acoustics)
- ????: Deep Music (Free Elephant)
- ????: The Victoriaville Tape (Free Elephant)
- 2001: Silence & Files: Live at Nigglmuhle (Free Elephant)
- ????: Aria (Free Elephant)

### Als sideman
- 1966 Alexander Schlippenbach: Globe Unity
- 1967: Peter Brotzmann: For Adolphe Sax
- 1968: The Peter Brotzmann Octet: Machine Gun
- 1973: Globe Unity Orchestra – Live in Wuppertal
- 1979: Leo Smith/Kowald/Sommer: Touch the Earth
- 1986: Global Village Suite
- 1986: Wadada Leo Smith: Human Rights
- 1987: Bill Dixon: Thoughts (Soul Note)
- 1996/2003: Duos 1 / Duos 2
- 1998: Fred Anderson Trio – Live at the Velvet Lounge
- 2003: Global Village

## Filmografie
- 1986: Gegen den Strich – Der Musiker Peter Kowald, WDR 1986 (film van Anne Linsel, e.a. met Barbara Heinisch)
- 2000: Off the Road, Peter Kowald's US Tour 2000, Video 002 (distributie FMP)